# Guten-Abend-Ticket
Das Guten-Abend-Ticket war zwischen 1994 und 2002 ein Fahrkartenangebot im Preissystem der Deutschen Bahn AG. Es berechtigte zu einer beliebig weiten Reise zwischen 19 und 2 Uhr im innerdeutschen Schienenverkehr.

## Geschichte
Das Angebot wurde zum 14. Februar 1994 eingeführt. Das von 19 bis 2 Uhr gültige Ticket kostete 49 D-Mark ohne ICE-Benutzung, mit ICE 59 D-Mark, in der 1. Klasse waren 89 D-Mark zu bezahlen. Kinder reisten zum halben Preis.
Als Reisetage ausgeschlossen waren dabei Samstag, der Zeitraum vom 1. bis 3. April sowie der 22. Mai 1994. Dies betraf das Oster- und Pfingstwochenende. In den ersten drei Wochen nutzten rund 4500 Reisende pro Tag das neue Angebot.
Anfang August 1994 beschloss der Vorstand der Deutschen Bahn, das ursprünglich zeitlich befristete Angebot dauerhaft in das Fahrkartenangebot aufzunehmen. Von der Geltung ausgeschlossen wurde dabei die Fahrkarte für den Zeitraum vom 22. bis 27. Dezember 1994, also die Weihnachts-Feiertage.
Zum 1. Februar 1995 wurde der Preis von 49 auf 59 D-Mark in der 2. Klasse erhöht, für ICE- und Nachtzüge von 59 auf 69 D-Mark. Der Preis in der 1. Klasse wurde auf 99, mit ICE auf 109 D-Mark angehoben. Dazu wurde ein Aufpreis von 15 D-Mark für den Freitag- und Sonntagabend neu eingeführt. Für die Oster- sowie Weihnachtstage wurde die Gültigkeit des Tickets generell aufgehoben. Ab Juli 2001 wurde das Angebot kontingentiert.
Im Laufe des Angebotes wurde die Gültigkeit am Samstag schon auf ab 14 Uhr vorgezogen, um die Auslastung in den Zügen zu erhöhen.
Das Angebot wurde im Zuge des neuen Preissystems Mitte Dezember 2002 eingestellt.
Im April 2011 wurde ein ähnliches Angebot als „19 Euro ab 19 Uhr“-Ticket vermarktet. Mit diesem Ticket waren zwischen Montag und Samstag von 19 bis 3 Uhr des Folgetages Fahrten im Fernverkehr ab 19 Euro möglich.